# Fonts de Roma

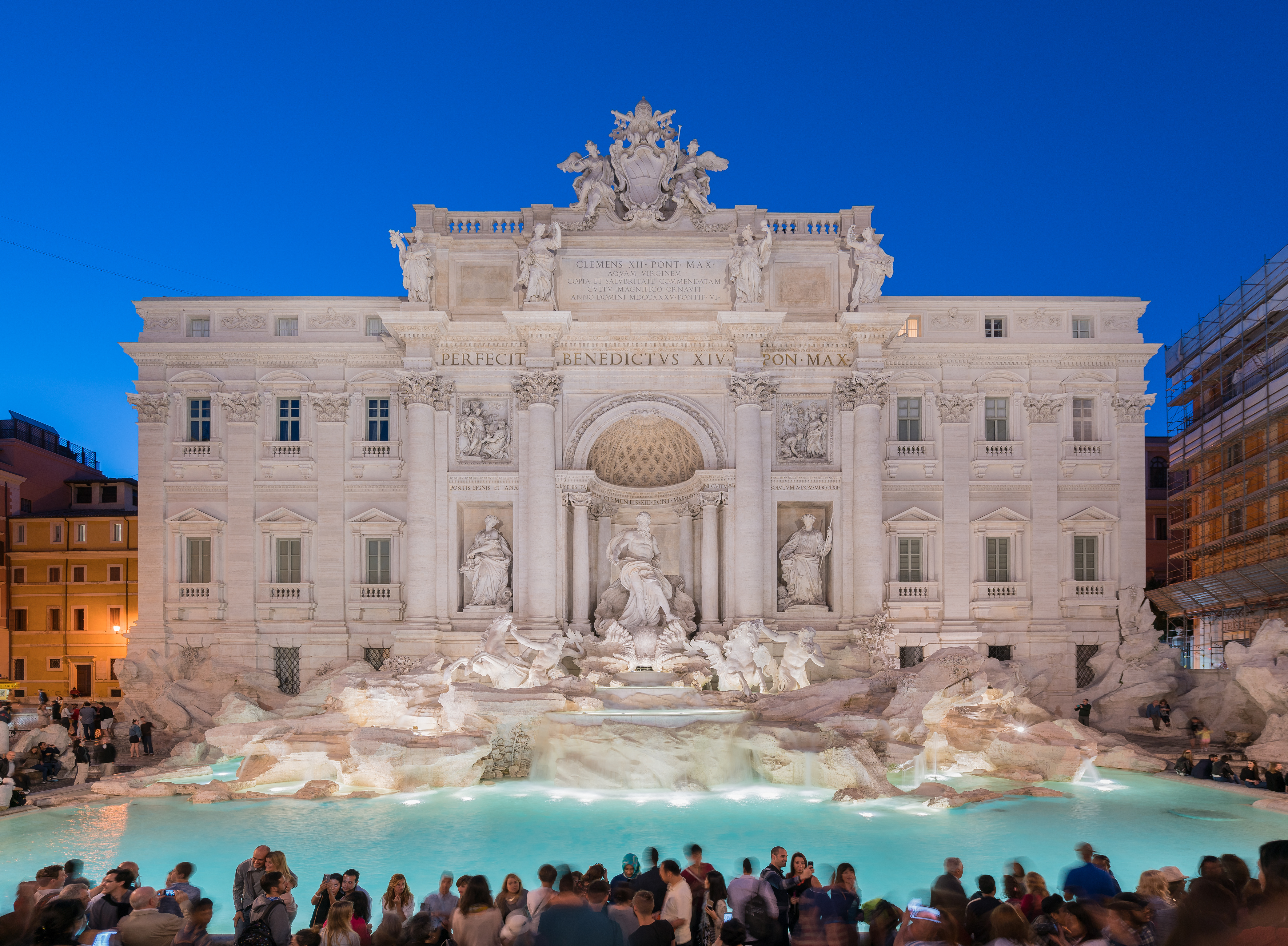
Perspectiva de la Fontana di Trevi, una de les més conegudes i visitades fonts de Roma.

Les Fonts de Roma són un conjunt de peces arquitectòniques que formen part del llegat cultural dels romans, els quals van tenir sempre una gran passió per les aigües públiques, com així ho demostren el gran esforç que van invertir en la construcció dels aqüeductes i els banys termals de l'antiga Roma, i en l'embelliment dels punts de subministrament d'aigua repartits per tota la ciutat, les fonts, la majoria encara en funcionament segles després de la desaparició de la Roma Imperial. Moltes són obres monumentals de gran valor artístic, mentre que altres són més senzilles. En algunes es pot admirar el treball d'artistes com ara: Giacomo Della Porta, Carlo Maderno i Gian Lorenzo Bernini.

## Fonts monumentals
Algunes de les fonts monumentals de Roma són els punts terminals dels onze grans aqüeductes que antigament subministraven aigua a la ciutat. En l'antiguitat, els aqüeductes acabaven en un nimfeu, un templet dedicat a una nimfa. En l'època del govern papal, sobretot durant el Renaixement i el Barroc, cada papa es va d'afegir escultures a les fonts fins a esdevenir una expressió del seu poder deixada potser preocupats per deixar la seva marca a la posterirat. Els exemples més notables són la Font de Trevi i la del Moisès, coneguda també com la font de l'Aigua Feliç.
- La font de Trevi és el punt terminal de l'antic aqüeducte de l'Acqua Vergine (Aqua Virgo en llatí), manat construir per Marc Vipsani Agripa. L'aspecte actual es deu a l'arquitecte Nicola Salvi, entre 1732 i 1751, potser utilitzant el projecte i la concepció de Gian Lorenzo Bernini, per ordre del papa Clement XII.[1]

- La font del Moisès o font de l'Aigua Feliç, ubicada a la plaça de Sant Bernat, és el punt terminal de l'aqüeducte de l'Aigua Feliç. El seu nom es deriva del papa Sixt V, qui en realitat es deia Felice Peretti, i va impulsar la seva construcció. L'escultura representa la narració bíblica en què Moisès feia brollar aigua de les roques. Els artistes que hi van treballar són: Prospero Bresciano, Batista della Porta i Flaminio Vacca.[2]

- Les dues fonts de la  plaça Farnese . Aquesta aigua prové de les Termes de Caracal·la[3] i el 1626 Girolamo Rainaldi va dissenyar dues piques bessones en forma de banyeres amb una balustrada a la part de baix.

- A la plaça d'Espanya, als peus de l'escalinata de la Trinità dei Monti, es troba la font de la Barcassa obra de Pietro Bernini, el pare de Gian Lorenzo Bernini. Entre el 1627 i el 1629, el vell Bernini va construir la font amb la forma d'una barcassa que s'enfonsa, per recordar, segons diu la tradició, una barca que, a causa de la crescuda del Tíber el Nadal del 1598, es va trobar en aquest lloc. En realitat l'artista va resoldre amb aquest artifici un seriós problema tècnic: la pressió de l'aigua era massa baixa per construir una font més elevada.

- Font de Trevi
- Font de l'Acqua Felice
- Una de les fonts de la plaça Farnese
- Font de la Barcassa a la plaça d'Espanya

- Les Quatre fonts (en italià quattro fontane) són fonts incrustades a les cantonades de quatre edificis. Estan a la cruïlla entre la Via delle Quattro Fontane i la Via del Quirinale (que després de la cruïlla pren el nom de Via 20 Settembre), entre les esglésies de Santa Maria Major i la Trinità dei Monti. La idea de decorar d'aquesta manera la plaça va ser del papa Sixt V. Consta de dues figures masculines que representen els rius Tíber i Arno, i dues figures femenines que representen les deesses Diana i Juno.[4]

- Al cim del Janícul, en una posició extraordinàriament panoràmica hi ha l'anomenat Fontanone del Gianicolo (o tambéFontana di Ponte Sisto), encarregat pel papa Pau V a l'inici del segle xvii com a punt terminal de l'aqüeducte de Trajà, conservat sense fer-li gaires retocs. Les columnes que l'adornen provenen de l'antiga basílica de Sant Pere, l'edificació és un disseny de Giovanni Vasanzio.

- La plaça Navona reuneix un conjunt de fonts monumentals: la principal és la font dels Quatre Rius, construïda el 1651 per Bernini al centre de la plaça. La font serveix de base a un obelisc i representa els quatre continents coneguts en aquella època, a través dels seus grans rius: el Danubi per Europa, el Nil per Àfrica, el Ganges per Àsia i el riu de la Plata per Amèrica. A Lió hi ha una font molt similar. Com que la plaça havia de ser periòdicament inundada per ocasió dels jocs navals del Carnaval romà, als dos extrems de la plaça s'hi van construir dues fonts: la font de Neptú (la pileta va ser construïda el 1576 seguint el disseny de Giacomo della Porta) i la font del Moro.[5]

- Plaça Navona, font del Neptú
- Plaça Navona, font del Moro
- Plaça Navona, font del Moro
- Les fonts de la plaça de Sant Pere
- Els Fontanoni del Janícul

- La plaça de Sant Pere està decorada per dues grans fonts els raigs de les quals cauen en dues grans tasses monolítiques de granit oriental rescatades d'altres monuments romans.

- Entre les moltes fonts monumentals modernes es destaca la font de les Nàiades, a la plaça de la República, construïda el 1901 per Mario Rutelli per donar una decoració adequada a la considerada en aquell moment elegantíssima Via Nazionale, que connecta l'estació Termini amb la plaça Venècia.

## Fonts ornamentals
Són nombroses també les fonts ornamentals. Entre altres poden citar:
- La Font del Tritó a la Plaça Barberini, treball de Gian Lorenzo Bernini del 1642. Fins al segle xviii s'acostumava a deixar davant d'aquesta font els cadàvers de persones desconegudes perquè fossin identificats. La fontana dona nom al carrer (via del Tritone) que arriba a la Plaça Colonna.[6]
- A la Plaça de la Bocca della Verità hi ha una altra font anomenada del tritó. El papa Climent XI la va encomanar a l'arquitecte Carlo Francesco Bizzaccheri, el qual la va tenir enllestida el 1715. Dos tritons sostenen una ostra que té l'emblema del papa; originalment tenia també unes escultures que representaven quatre mascarons de vaixell, però es van eliminar al segle xix.
- La font de les abelles (Fontana delle Api ) és un altre destacat treball de Bernini (1644), que es troba a la cantonada de la Plaça Bernini, des d'on neix la  Via Veneto . Les abelles eren símbol representatiu del papa Urbà VIII, el seu promotor, i es poden trobar en l'heràldica d'altres edificis construïts per membres de la família Barberini .
- La font de les tortugues (Fontana delle Tartarughe ) és una petita joia artística amagada enmig de la  placeta Mattei , darrere del Pòrtic d'Ottavia. Va ser construïda entre el 1581 i el 1584 seguint un disseny de Giacomo della Porta. Només en el 1658 es van afegir les tortugues que segons la llegenda són una concepció de Bernini.
- Una font bastant curiosa és la del Babuí: Una font construïda amb elements recuperats d'època imperial el 1576, tocant a la façana del palau de Gregori XIII. Representa una figura humana (un silè) estirada de costat i recolzada sobre un braç. La singular lletjor d'aquesta figura, va fer que els ciutadans li posessin el nom de " el Babuino  ". Aquest va ser un dels llocs on s'enganxaven fulls amb reclamacions socials (els pasquins).

## Fonts senzilles

### Fonts extramurs i brolladors
Les fonts de Roma no només adornen el centre, als afores de les muralles de la ciutat, o recolzades en aquests, al llarg del traçat dels aqüeductes existeixen nombroses fonts i brolladors per abastir als pagesos i als seus animals. En alguns casos les aigües que flueixen en aquestes fonts tenen característiques particulars, com la font de l'aigua avinagrada (fontana dell'Acqua Acetosa) que rep aquest nom pel tast de les seves aigües, riques en mineral de ferro.
Entre les fonts senzilles n'hi havia de dos tipus:
- Les anomenades beveratore, consistien en un mur del qual surt un canó d'aigua i una pila gran a sota destinada a fer d'abeurador de cavall, animal que en altres temps eren el principal mitjà de transport.
- Les anomenades fontanella, sense gaire valor artístic, ja que la seva funció era saciar a set dels qui casualment es trobaven al carrer o la d'oferir l'element per complir amb les necessitats higièniques bàsiques.

- L'abeurador de Climent XI a Santa Maria in Cosmedin
- La font de la Porta Cavalleggeri
- Abeurador fora de la Porta del Poble  (Porta del Popolo)
- La font de l'Aigua Vinagrada

### Les més antigues i les més recents
Exemples de les fonts de construcció senzilla es poden trobar entre les més antigues, per exemple:
- La Ludus Magnus, una font triangular construïda en temps de Domicià en la zona d'entrenament propera al Colisseu.
- El Lacus Curtius, situada al bellmig del Fòrum Romà. Portava aquest nom en honor de Mettius Curtius, un cavaller que va morir aquí perquè el seu cavall s'hi va quedar enganxat en el fang en plena batalla, ja que antigament el fòrum era una zona pantanosa.[7][8] Segons Marc Terenci Varró el nom es deu al cònsol Gaius Curtius Philo, el qual va fer consagrar la font l'any 445 aC.[9] Encara hi ha una tercera versió, segons la qual, es diu en record de Marcus Curtius, un noble romà que es va suïcidar en aquest lloc com, en compliment d'un auguri que deia que calia oferir als déu el més valuós de Roma.[10] Les restes actuals daten del 1553. Es desconeixia el lloc exacte de la font fin a la seva descoberta el 1903 per l'arqueòleg Giacomo Boni, el qual per celebrar-ho va oferir una libació a l'estil de l'antiga religió romana.[11]
- La font de Juturna, al davant del santuari (delubrum) dedicat a aquesta deessa al fòrum roma, l'aigua de la qual es deia que tenia poders guaridors.[12]

També en les noves barriades construïdes o reurbanitzades després de la unificació italiana es poden trobar fonts senzilles fetes a la dècada del 1930.
- La Font de l'amor, n'és un exemple. Es troba al districte de la Garbatella, en la plaça Ricoldo, també coneguda com a "font dels enamorats" per trobar-se en un lloc en la penombra freqüentat per parelles d'enamorats. Aquest racó també s'anomena "el racó de les fades".
- Fontana di Tor di Nona. Construïda el 1925 per recordar amb un epígraf l'antic teatre "Apollo" on es representaven òperes, que fou demolit el 1888 per les obres de millora de les ribes del Tíver. La inscripció està a sobre d'un sarcòfag d'època romana que fa de pica.

- Font del Ludus Magnus
- restes del Lacus Curtius
- font de Juturna
- La Fontana di Tor di Nona

### Brolladors
A més de les fonts monumentals més conegudes, els carrers i parcs de Roma estan poblats d'aproximadament 2.500 brolladors des dels quals surt l'aigua dia i nit. Són coneguts amb el nom de "nasoni" (nassots), tenen forma de cilindres de pedra o de metall (ferro fos o acer) des dels quals brolla l'aigua a través d'un tub d'acer corb que els ciutadans van veure com un gran nas. Els primers brolladors d'aquest tipus es van construir el 1872, principalment en els barris nous, durant el primer govern municipal de la capital de la Itàlia unificada, governant l'alcalde Luigi Pianciani.
A més dels "Nassots", sobreviuen encara, per a delit dels ulls i per refrigeri dels romans i turistes, moltíssimes fonts, no monumentals en les seves dimensions, però històriques. En algunes estava expressament prohibit donar beure a ases, cavalls, gossos i cabres.
- lleó egipci a la font del Capitoli
- Font anomenada " del Facchino", a Santa Maria en via Lata (via del Corso)
- Fonteta a via Giulia (segle xvi)
- Font del lleó a San Salvatore a Lauro (segle xvi)
- font dels llibres
- font de la pinya.
- Font del Trastevere
- Font de les àmfores, al Testaccio
- font de la truja (la scrofa)

## Curiositats
Amb el pas del temps, a causa de les reconstruccions de la ciutat es van eliminar diverses fonts públiques o van quedar desades en dipòsits municipals.
- A  via de Prefetti  (Camp de Mart) el Palazzo Capilupi tenia una font anomenada que donava al carrer via della Lupa, avui dia només en queda una placa commemorativa.
- A  via della Scrofa  (districte de Sant Eustaqui) només en queda el baix relleu d'una antiga font, la pila de la qual es va traslladar al convent dels Agustins, edifici que el 1870 va esdevenir la seu del Ministeri de la Marina Italiana.